# Achryson maculipenne
Achryson maculipenne là một loài bọ cánh cứng trong họ Cerambycidae.